# Walther Zschokke
Othmar Wilhelm Walther Zschokke (* 14. März 1870 in Gontenschwil; † 5. Juli 1951 in Aarau) war ein Schweizer Optiker und Erfinder.

## Leben
Walther Zschokke war der neunte Sohn des Pfarrers Johann Emil Achilles Zschokke (1823–1896) und der Susanna Gautschi von Reinach, zu deren Kindern auch der Veterinär Erwin Zschokke und der Bauingenieur Richard Zschokke gehörten. Nach dem krankheitsbedingten Abbruch des Besuchs der Kantonsschule Aarau absolvierte er eine Optikerlehre bei C. A. Steinheil & Söhne in München. Von 1894 bis 1899 leitete er eine Filiale des Unternehmens in Paris.
1901 begann er für die Optische Anstalt C. P. Goerz in Berlin zu arbeiten und wurde dort im Folgejahr Leiter des mathematischen Büros. Er designte verschiedene optische Linsen, so u. a. die Alethar, Pantar, Dogmar und die langlebige Artar, die zur meistgenutzten optischen Linse wurde. Er entwickelte Beobachtungs- und Zielfernrohre. 1903 erfand er das erste Sehrohr für deutsche Unterseeboote.
1919 ging Zschokke zurück in die Schweiz und leitete die neue Optikabteilung der Firma Kern & Co. in Aarau. Ab 1925 war er als Brillenoptiker in Aarau tätig. Er engagierte sich im Schweizerischen Optikermeisterverband und schrieb 1935 in dessen Auftrag das Buch Optik für Optiker, welches auch als spanische Übersetzung erschien.
Zschokke veröffentlichte zahlreiche wissenschaftliche Abhandlungen zu seinen Arbeiten. Er war korrespondierendes Mitglied der Aargauischen Naturforschenden Gesellschaft und hielt dort Vorträge. Daneben war er als autodidaktischer Fotograf tätig. 1912 wurde er mit der Silbernen Medaille der Photographischen Gesellschaft Wien ausgezeichnet.